# 1633
| [ Edytuj tabelę ]              | |
| Król Polski                    | - 1632 Władysław IV Waza 1648 |
| Współksiążęta Andory           | - 1627 Antonio Pérez 1633 - 1610 Ludwik XIII 1643                                                                                                |
| Król Anglii i Szkocji          | - 1625 Karol I 1649 |
| Elektor Bawarii                | - 1623 Maksymilian I Bawarski 1651 |
| Elektor Brandenburgii          | - 1619 Jerzy Wilhelm 1640 |
| Sułtan Brunei                  | - 1619 Abdul Jailul Akhbar 1649 - 1625 Muhammad Ali 1660                                                                                         |
| Cesarz Chin                    | - 1627 Chongzhen 1644 |
| Król Czech                     | - 1620 Ferdynand II Habsburg 1637 |
| Król Danii                     | - 1588 Chrystian IV 1648 |
| Dalajlama                      | - 1617 Lobsang Gjaco 1682 |
| Cesarz Etiopii                 | - 1632 Fasiledes 1667 |
| Król Francji                   | - 1610 Ludwik XIII 1643 |
| Król Hiszpanii                 | - 1621 Filip IV 1665 |
| Landgraf Hesji-Kassel          | - 1627 Wilhelm V Stały 1637 |
| Stadhouder Holandii            | - 1625 Fryderyk Henryk Orański 1647 |
| Szach Iranu                    | - 1629 Safi I 1642 |
| Państwo Wielkich Mogołów       | - 1627 Szahdżahan 1658 |
| Król Irlandii                  | - 1625 Karol I Stuart 1649 |
| Cesarz Japonii                 | - 1629 Meishō 1643 |
| Kalif                          | - 1623 Murad IV 1640 |
| Patriarcha Konstantynopola     | - 1623 Cyryl Lukaris 1633 - 1633 Cyryl II Kontares 1633 - 1633 Cyryl Lukaris 1634                                                                |
| Władca Korei                   | - 1623 Injo 1649 |
| Książę Kurlandii i Semigalii   | - 1587 Fryderyk Kettler 1642 |
| Książę Liechtensteinu          | - 1627 Karol Euzebiusz 1684 |
| Książę Monako                  | - 1612 Honoriusz II 1662 |
| Król Nawarry                   | - 1610 Ludwik XIII 1643 |
| Król Norwegii                  | - 1588 Chrystian IV 1648 |
| Sułtan Omanu                   | - 1624 Nasir ibn Murszid 1649 |
| Elektor Palatynatu             | - 1623 Maksymilian I Bawarski 1648 |
| Papież                         | - 1623 Urban VIII 1644 |
| Książę Parmy i Piacenzy        | - 1622 Edward I 1646 |
| Król Portugalii                | - 1621 Filip III 1640 |
| Książę w Prusach               | - 1620 Jerzy Wilhelm 1640 |
| Car Rosji                      | - 1613 Michał I 1645 |
| Cesarz Rzymski (niemiecki)     | - 1619 Ferdynand II Habsburg 1637 |
| Kapitanowie Regenci San Marino | - 1632 Giuliano Belluzzi Sforza Cionini 1633 - 1633 Marc'Antonio Bonetti Bartolomeo Ceccoli 1633 - 1633 Torquato Giannini Bartolomeo Fabbri 1634 |
| Elektor Saksonii               | - 1611 Jan Jerzy I Wettyn 1656 |
| Król Szwecji                   | - 1632 Krystyna Waza 1654 |
| Król Tajlandii                 | - 1630 Prasat Thong 1655 |
| Sułtan Turków                  | - 1623 Murad IV 1640 |
| Doża Wenecji                   | - 1631 Francesco Erizzo 1646 |
| Król Węgier                    | - 1619 Ferdynand III 1637 |
| Książęta Wirtembergii          | - 1628 Eberhard III 1674 |

Rok 1633 / MDCXXXIII
stulecia: XVI wiek ~
XVII wiek ~
XVIII wiek

lata: 1623 «
1628 «
1629 «
1630 «
1631 «
1632 «
1633
» 1634
» 1635
» 1636
» 1637
» 1638
» 1643

## Wydarzenia w Polsce
- 31 stycznia – rozpoczęły się obrady Sejmu koronacyjnego poprzedzające koronację króla-elekta Władysława IV Wazy.
- 6 lutego – Władysław IV Waza został koronowany w katedrze na Wawelu na króla Polski.
- 14 marca – król Władysław IV Waza uznał formalnie kościół prawosławny na ziemiach polskich.
- 21 marca – posłowie margrabiego brandenburskiego Jerzego Wilhelma złożyli w jego imieniu hołd lenny nowemu królowi, Władysławowi IV Wazie.
- 22 marca - w związku z oblężeniem Smoleńska król Władysław IV wydał besztalunek Januszowi Radziwiłłowi na zaciąg tysiąca piechoty i 200 dragonów
- 4 lipca – wojna polsko-turecka: Kantymir, chan ord nogajskich, najechał Rzeczpospolitą, lecz jego wojska zostały rozbite przez hetmana Stanisława Koniecpolskiego na terenie Mołdawii pod Sasowym Rogiem.
- 2 września – petyhorcy idący na czele armii królewskiej połączyli się pod Łubną z wojskami litewskimi
- Wrzesień – wojna polsko-rosyjska: wojska polskie pod dowództwem Władysława IV Wazy odblokowały oblężony Smoleńsk i obległy wojska Michła Szeina.
- 3 października – wojna polsko-rosyjska: zakończyło się nieudane rosyjskie oblężenie Smoleńska.
- 9 października – na gdańskim Długim Targu uruchomiono Fontannę Neptuna, wg projektu Abrahama van den Blocka.
- 11 października – wojna trzydziestoletnia: zwycięstwo Austriaków nad wojskami saskimi w bitwie pod Ścinawą.
- 20-23 października – wojna polsko-turecka: atak Turcji pod wodzą Abazy paszy. Zwycięstwo hetmana Stanisława Koniecpolskiego nad armią turecką pod Paniowcami.
- 22 października – wojna polsko-turecka: wojska Stanisława Koniecpolskiego wytrzymały i odparły oblężenie Kamieńca Podolskiego zaatakowanego przez bejlerbeja Sylistrii Mehmeda Abazego.

## Wydarzenia na świecie
- 13 lutego – Galileo Galilei przybył do Rzymu, aby stanąć przed Inkwizycją.
- 10 kwietnia – w Londynie po raz pierwszy pojawiły się w sprzedaży banany.
- 12 kwietnia – rozpoczął się proces Galileusza, oskarżonego przez Rzymską Inkwizycję o herezję.
- 21 czerwca – Inkwizycja skazała Galileusza na dożywotni areszt domowy.
- 22 czerwca – Galileusz odżegnał się przed sądem Świętego Oficjum od swych poglądów na temat teorii heliocentrycznej, wyrażonych m.in. w Dialogu; według legendy miał przy tym wypowiedzieć szeptem słowa Eppur si muove („A jednak się kręci”).
- 11 października – wojna trzydziestoletnia: bitwa pod Ścinawą.
- 17 listopada – premiera sztuki Ryszard III Williama Szekspira.

## Urodzili się
- 23 lutego – Samuel Pepys, angielski urzędnik państwowy, pamiętnikarz.
- 19 kwietnia – Willem Drost, holenderski malarz.
- 14 października – Jakub II Stuart, król Anglii i Szkocji. (zm. 1701)
- 29 grudnia - Jan Morawski, polski jezuita, kaznodzieja, pisarz teologiczny, nauczyciel (zm. 1700)

## Zmarli
- 20 stycznia - Máté Szepsi Laczkó, węgierski kalwiński duchowny, winiarz, wynalazca procesu produkcji tokaju aszú (ur. 1576)
- 4 kwietnia – Pieter Lastman – holenderski malarz (ur. 1583)

- 11 maja – Jan Crell, teolog i pisarz ariański (ur. 1590)
- 5 sierpnia – George Abbot, angielski duchowny, arcybiskup Canterbury (ur. 1562)
- 12 sierpnia – Jacopo Peri, włoski kompozytor, twórca pierwszych oper w historii (ur. 1561)
- 14 sierpnia:
  - Dominik Ibáñez de Erquicia, baskijski dominikanin, misjonarz na Dalekim Wschodzie, męczennik, święty katolicki (ur. 1589)
  - Franciszek Shōemon, japoński dominikanin, męczennik, święty katolicki (ur. ?)
- 17 sierpnia:
  - Jakub Kyusei Gorōbyōe Tomonaga, japoński dominikanin, męczennik, święty katolicki (ur. 1582)
  - Michał Kurōbyōe, japoński męczennik, święty katolicki (ur. ?)
- 2 października – Scipione Caffarelli-Borghese, włoski kardynał, mecenas sztuki, twórca Galleria Borghese (ur. 1577)
- 19 października:
  - Łukasz Alonso Gorda, hiszpański dominikanin, misjonarz, męczennik, święty katolicki (ur. 1594)
  - Mateusz Kohyōe, japoński dominikanin, męczennik, święty katolicki (ur. 1615)

## Święta ruchome
- Tłusty czwartek: 3 lutego
- Ostatki: 8 lutego
- Popielec: 9 lutego
- Niedziela Palmowa: 20 marca
- Wielki Czwartek: 24 marca
- Wielki Piątek: 25 marca
- Wielka Sobota: 26 marca
- Wielkanoc: 27 marca
- Poniedziałek Wielkanocny: 28 marca
- Wniebowstąpienie Pańskie: 5 maja
- Zesłanie Ducha Świętego: 15 maja
- Boże Ciało: 26 maja